# 四川臭樱
四川臭樱，也叫华西臭樱，是蔷薇科李属植物，分布在中国大陆的四川、贵州、云南、湖北、陕西、甘肃、青海等省区，生长于海拔1,500米至3,600米的山谷、山坡、灌丛、河畔。